# Garde en grappling

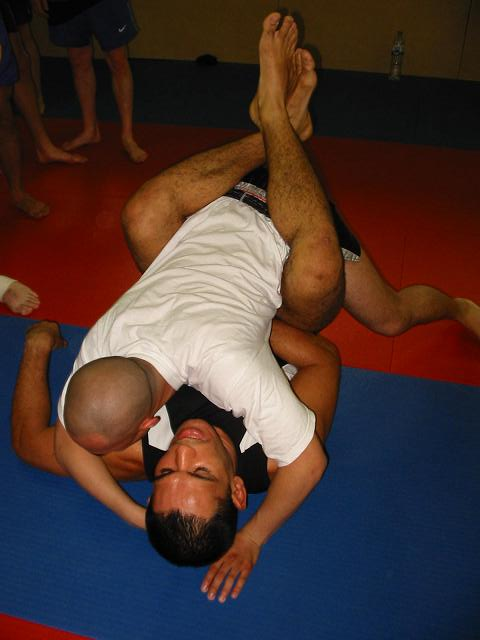
Garde fermée, lors d'une phase de grappling.

Lors des phases de combat au sol, la garde est une position primordiale, permettant de se défendre contre les coups de son adversaire ou de placer des techniques de soumissions. On la retrouve dans de nombreux sports de combat spécialisés dans le combat au sol, le ne waza au judo, le sambo, le grappling, le jiu jitsu brésilien ou encore le combat libre. Ainsi avant les années 90, la position allongée dos au sol, lors d'un combat, avec un adversaire au-dessus de soi était considérée comme très précaire, on se rend compte maintenant que le combattant en position inférieure n'est pas forcement le plus en danger.
La garde au sol en Jiu Jitsu brésilien ou en grappling peut se définir par la position suivante : le combattant est sur le dos, allongé, son partenaire est sur lui, entre ses jambes. Trois variantes principales existent :
- la garde dite fermée, où l'on referme ses deux jambes autour du buste de l'adversaire, en croisant les chevilles dans son dos. Cette garde est défensive, ne permet pas une grande mobilité, mais permet de contenir fermement un adversaire.
- la garde dite ouverte, où l'on garde ses jambes de chaque côté de l'adversaire, sans les croiser. Elle permet d'avoir plus de mobilité et d'attaquer plus facilement.
- la demi-garde, ou l'on enserre une des jambes de l'adversaire du dessus avec ses deux jambes.

Certains combattant de jiu jitsu brésilien se sont spécialisés dans des gardes très efficaces, tel Ricardo de la Riva qui a donné son nom à la garde de la Riva.
En compétition, le passage de la garde, qui consiste pour l'adversaire du dessus à sortir de la garde, c’est-à-dire à passer le barrage constitué par les jambes de l'adversaire du dessous, est récompensé par l'attribution d'un grand nombre de points, ainsi en jiu jitsu brésilien, cette technique rapporte 3 points.

## Différentes gardes
- garde fermée (closed guard) [1]

Le pratiquant dos au sol enserre la taille de l'adversaire qui se trouve sur lui avec ses deux jambes.
Il existe différentes variantes telles que :
- la garde fermée haute
- la Rubber garde
- la garde fermée avec crochet de jambe

- garde ouverte (open guard) [2]

- demi-garde (half guard)  [3]